# Karłowice (województwo dolnośląskie)
Karłowice – wieś w Polsce położona w województwie dolnośląskim, w powiecie lubańskim, w gminie Olszyna. Karłowice to niewielka wieś leżąca na Pogórzu Izerskim, w zachodniej części Wzniesień Radoniowskich, na północnym brzegu Jeziora Złotnickiego, na wysokości około 310–345 m n.p.m.
W latach 1975–1998 miejscowość administracyjnie należała do województwa jeleniogórskiego.